# شیفت شب (مجموعه تلویزیونی)
شیفت شب (به انگلیسی: The Night Shift) مجموعه درام پزشکی آمریکایی است که از ۲۷ می ۲۰۱۴ روی آنتن شبکه ان‌بی‌سی خواهد رفت. تهیه‌کنندگان این درام، گیب سَکس و جف جودا هستند. داستان شیفت شب هم درباره زندگی کارکنان بخش اورژانس در مرکز پزشکی سن آنتونیو است که در شیفت شب کار می‌کنند.
در تاریخ ۱ ژوئیه ۲۰۱۴، اِن‌بی‌سی ساخت فصل دوم ۱۴ قسمته را برای این مجموعه اعلام کرد.

## قسمت‌ها

### فصل اول (۲۰۱۴)
| قسمت | عنوان              | کارگردان | نویسنده | تاریخ پخش     | میزان بیننده در آمریکا (به میلیون) |
| ---- | ------------------ | -------- | ------- | ------------- | ---------------------------------- |
| 1    | «پایلِت»            | TBA      | TBA     | ۲۷ مه ۲۰۱۴    | 7.67                               |
| 2    | «شانس‌های مجدد»     | TBA      | TBA     | ۳ ژوئن ۲۰۱۴   | 6.87                               |
| 3    | «اشتیاق فراوان»    | TBA      | TBA     | ۱۰ ژوئن ۲۰۱۴  | 6.70                               |
| 4    | «گرِیس تحت فشار»    | TBA      | TBA     | ۱۷ ژوئن ۲۰۱۴  | 6.25                               |
| 5    | «طوفان‌سنج»         | TBA      | TBA     | ۲۴ ژوئن ۲۰۱۴  | 5.92                               |
| 6    | «بازگشت به خانه»   | TBA      | TBA     | ۱ ژوئیه ۲۰۱۴  | 6.87                               |
| 7    | «برادران قسم‌خورده» | TBA      | TBA     | ۸ ژوئیه ۲۰۱۴  | 6.36                               |
| 8    | «نجاتم بده»        | TBA      | TBA     | ۱۳ ژوئیه ۲۰۱۴ | 6.05                               |

### فصل دوم (۲۰۱۵)
| قسمت در کل مجموعه | قسمت در فصل | عنوان                           | کارگردان         | نویسنده                           | تاریخ پخش     | میزان بیننده در آمریکا (به میلیون) |
| ----------------- | ----------- | ------------------------------- | ---------------- | --------------------------------- | ------------- | ---------------------------------- |
| 9                 | 1           | «بهبود»                         | Eriq La Salle    | Gabe Sachs و Jeff Judah           | ۲۳ فوریه ۲۰۱۵ | 5.52                               |
| 10                | 2           | «بازگشته به مزرعه»              | Timothy Busfield | Bridget Bedard و Dailyn Rodriguez | ۲ مارس ۲۰۱۵   | 6.13                               |
| 11                | 3           | «چشمها به آخرینتان نگاه می‌کنند» | اعلان‌نشده        | اعلان‌نشده                         | ۹ مارس ۲۰۱۵   | ن/م                                |
| 12                | 4           | «شوک به قلب»                    | اعلان‌نشده        | اعلان‌نشده                         | ۱۶ مارس ۲۰۱۵  | ن/م                                |
| 13                | 5           | «اشباح»                         | اعلان‌نشده        | اعلان‌نشده                         | ۲۳ مارس ۲۰۱۵  | ن/م                                |

## بازخورد منتقدان
براین لاوری از مجله ورایتی گفت شیفت شب از نطر خلاقیت هنوز تصویری ضعیف را ارائه میکند. دیوید هینکلی، از روزنامه نویورک دیلی نوز، سه ستاره از پنج داد.
این مجموعه در وبسایت راتن تومیتوس، که یک سایت نظرسنجی معتبر است، %20 تاییدیه براساس نظر 20 نفر دریافت کرده‌است. نظر کلی کاربران این سایت این است: "شیفت شب که تکراری و کلیشه‌ای است، پیش از ورود، مُرده است(مانند یک بیمار)."
در متاکریتیک، این مجموعه براساس نظر 17 نفر، 45 درصد رضایت را کسب کرده که به معنی متوسط است.